# Сотира (окръг Лимасол)
Сотѝра (на гръцки: Σωτήρα) е село в Кипър, окръг Лимасол. Според статистическата служба на Република Кипър през 2001 г. селото има 83 жители.
Намира се западно от Лимасол и е частично на територията на британската военна база Акротири.